# فهرست سفیران ایران در روسیه
فهرست سفیران ایران در روسیه شامل دورهٔ اتحاد جماهیر شوروی نیز می‌شود. هم اکنون کاظم جلالی سفیر ایران در کشور روسیه است.

## صفوی
حکومت صفوی
- سید حسین ۱۵۵۳ میلادی
- هادی بیگ
- بوداق بیگ
- خسرو خان (۱۰۰۱ ه‍.ق)
- حاج اسکندر
- امامقلی بیگ پاکیزه (۱۰۰۴ ه‍.ق)
- حسینعلی بیگ بیات (۱۰۰۷ ه‍.ق)
- اسماعیل بیگ اعتمادالدوله (از سوی شاه تهماسب دوم)
- احمد خان تفنگچی‌باشی (از سوی شاه عباس سوم)[پانویس ۱]

## افشار
حکومت افشار
- قرچقای خان قلماق (از سوی نادر شاه افشار)

## زند
حکومت زند
- محمد خان مکری (از سوی علیمرادخان زند)

## قاجار
حکومت قاجار
- ابوالحسن شیرازی (۱۲۲۸–۱۲۳۱ ه‍.ق)
- میرزا محمدصادق همای مروزی (۱۰ ربیع‌الاول ۱۲۴۱–رمضان ۱۲۴۱ ه‍.ق)
- خسرو میرزا (۱۲۴۴ ه‍.ق)

تشکیل نمایندگی دائم ایران در روسیه در زمان صدارت امیرکبیر
- میرمحمدحسین عضدالملک قزوینی (کاردار) (۱۲۶۷–۱۲۷۰ ه‍.ق)
- محمود خان ناصرالملک (قراگوزلو) (کاردار) (۱۲۷۰–۱۲۷۱ ه‍.ق)
- عباسقلی نوری (سیف‌الملک، سرتیپ نوری، میرپنجهٔ نوری) (۱۸ ذیقعدهٔ ۱۲۷۱–۲۴ محرم ۱۲۷۳ ه‍.ق)[پانویس ۲]
- محمدقاسم خان والی (وزیر مقیم و سپس وزیر مختار) (۱۲۷۳–۱۲۷۹ ه‍.ق)
- عبدالغفار صدیق‌الملک (۱۲۷۷–۱۲۷۹ ه‍.ق)
- عبدالرحیم ساعدالملک
- اسدالله وکیل‌الملک (۱۳۰۱–۱۳۰۴ ه‍.ق)
- محمود علاءالملک
- رضا ارفع‌الدوله (رمضان ۱۳۱۲–۱۳۱۹ ه‍.ق)[پانویس ۳]
- حسن مشیرالملک (۱۳۲۰–۱۳۲۳ ه‍.ق)
- علیقلی مشاورالممالک (کاردار) (۱۳۲۳–۱۳۲۶ ه‍.ق)
- پرنس اسحاق خان مفخم‌الدوله (۱۳۲۶ ه‍.ق)
- حیدر قلی خان غیابی شاملو یکم (۱۳۲۹ ه.ق)
- پرنس اسحاق خان مفخم‌الدوله (۱۳۳۳ ه‍.ق)
- اسدالله اسد بهادر (کاردار)
- مرتضی‌قلی ممتازالملک (۱۲۹۷–۱۲۹۹ ه‍.خ)
- علیقلی خان مشاورالممالک[پانویس ۴] (۱۳۰۱–۱۳۰۵ ه‍.خ)

## پهلوی
حکومت پهلوی
- علیقلی مسعود انصاری (۱۳۰۷–اسفند ۱۳۰۹)
- فتح‌الله پاکروان (۱۴ فروردین ۱۳۱۰–۱۳۱۲)
- محمد ساعد (اسفند ۱۳۱۲–خرداد ۱۳۱۵)
- انوشیروان سپهبدی (خرداد ۱۳۱۵–فروردین ۱۳۱۷)
- محمد ساعد (فروردین ۱۳۱۷–۳۱ خرداد ۱۳۲۱)
- قربانعلی آهی (۱۳۲۱–۱۳۲۵)
- مظفر فیروز (۱۳۲۵–شهریور ۱۳۲۶)
- حمید سیاح (مهر ۱۳۲۶–۱۳۲۸)
- نادر آراسته (۱۳۲۸–۱۳۳۲)
- حمید سیاح (۱۳۳۳)
- ابوالقاسم اعتصامی (کاردار) (؟ –۱۳۳۴)
- عبدالحسین مسعود انصاری (آذر ۱۳۳۴–۱۳۳۶)
- مصطفی سمیعی (۱۳۳۶–۱۳۳۸)
- عبدالحسین مسعود انصاری (۱۳۳۸–۱۳۴۰)
- علیقلی اردلان (۱۳۴۰–۱۳۴۱)
- طهمورث آدمیت (۱۳۴۲–۱۳۴۴)
- احمد میرفندرسکی (۱۳۴۴–۱۳۵۰)
- محمدرضا امیرتیمور کلالی (۱۳۵۰–۱۳۵۳)
- سلطان‌احمد اردلان (۱۳۵۳–۱۳۵۷)

## جمهوری اسلامی
جمهوری اسلامی ایران
- کامبیز آهی (کاردار موقت) (بهمن ۱۳۵۷–فروردین ۱۳۵۸)
- محمد مکری (فروردین ۱۳۵۸[۱][۲] تا ۱۳۶۲) ۴ سال
- کیا طباطبایی (۱۳۶۲-۱۳۶۵) ۳ سال
- ناصر نوبری (۱۳۶۵–۱۳۶۹) ۴ سال
- نعمت‌الله ایزدی (۱۳۶۹–۱۳۷۳) ۴ سال
- مهدی صفری (شهریور ۱۳۷۳–شهریور ۱۳۸۰) ۷ سال
- غلامرضا شافعی (۱۳۸۰–۱۳۸۴) ۴ سال
- غلامرضا انصاری (خرداد ۱۳۸۴–مهر ۱۳۸۷) ۳ سال
- محمودرضا سجادی (۱۵ مهر ۱۳۸۷–مهر ۱۳۹۲) ۵ سال
- مهدی سنایی (آذر ۱۳۹۲–آذر ۱۳۹۸) ۶ سال
- کاظم جلالی (آذر ۱۳۹۸ تاکنون) متصدی

## نگارخانه

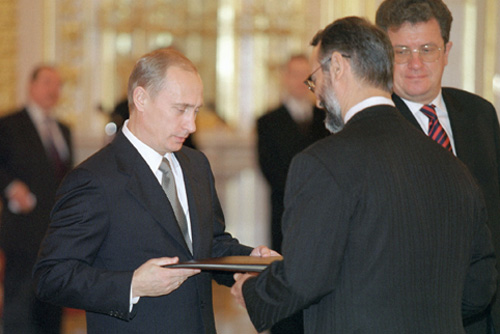
غلامرضا شافعی

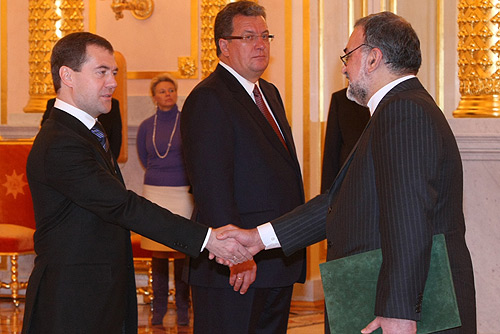
محمودرضا سجادی

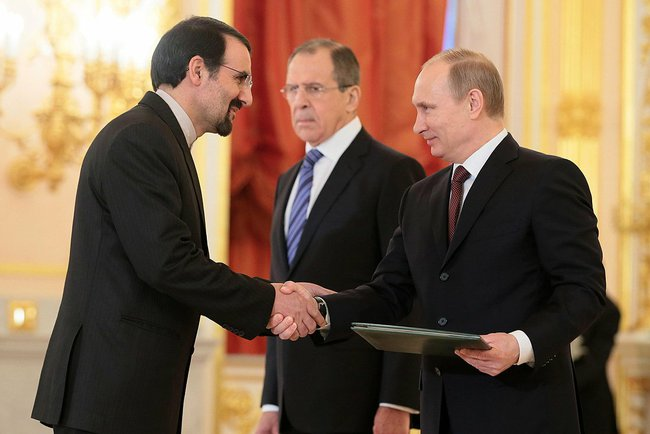
مهدی سنایی